# Danau Towuti
Danau Towuti är en sjö i Indonesien.   Den ligger i provinsen Sulawesi Selatan, i den centrala delen av landet, 1 700 km öster om huvudstaden Jakarta. Danau Towuti ligger 376 meter över havet. Arean är 561 kvadratkilometer.  